# Marbo Product
Марбо продукт (Marbo Product) је српска компанија за производњу хране. Седиште компаније налази се у Београду.

## Историја
Марбо продукт је основан 16. априла 1995. године од стране српских привредника Андреја Јовановића и Бојана Миловановића. Марбо продукт је у самом почетку имао фабрику у Маглићу код Новог Сада, а 2000. године отворио још једну фабрику у Лакташима, Република Српска. Током година, Марбо продукт се појавио као лидер на тржишту чипса у Србији. Од 2008, Марбо продукт има објекте и дистрибутивне центре у неколико земаља у региону – Хрватској, Албанији, Грчкој, Македонији и Црној Гори.
У августу 2008, компанију Марбо продукт је купила америчка компанија за храну, пиће и грицкалице PepsiCo за суму од 200 милиона евра.